# 切托
切托（義大利語：Ceto），是意大利布雷西亚省的一个市镇。总面积32平方公里，人口1969人，人口密度61.5人/平方公里（2009年）。国家统计（ISTAT）代码为017050。